# Keith Waterhouse
Keith Waterhouse, född 6 februari 1929 i Leeds, West Yorkshire, död 4 september 2009 i London, var en brittisk dramatiker, romanförfattare och journalist. Han slog igenom med romanen Billy Liar från 1959, en humoristisk skildring av en ung dagdrömmande begravningsentreprenör. Denna sattes upp som pjäs 1960 och var förlaga till filmen Lögnhalsen från 1963 och musikalen Billy från 1974. Waterhouse och hans barndomsvän Willis Hall, som tillsammans hade skrivit pjäsversionen, utvecklade ett mångårigt samarbete inom teater och TV, där de specialiserade sig på komedier i nordengelsk miljö med klasstematik. Waterhouse var även känd som krönikör, från 1960 till 1985 knuten till Daily Mirror och därefter till Daily Mail.